# Adalgisio di Thiérache
Adalgisio o Adalgiso, in francese Adalgis o Algis o Algise (Irlanda, ... – 670 circa) fu un monaco e missionario cristiano, che si recò nel nord della Francia dove fondò parrocchie e un convento. È venerato come santo dalla Chiesa cattolica e dalle Chiese ortodosse.

## Biografia
Irlandese di nascita, era discepolo di san Furseo. Egli si trasferì dall'Irlanda e con i confratelli san Gobano e sant'Etto si stabilì nella foresta di Thiérache in Piccardia, ove con essi evangelizzò la regione intorno ad Arras ed a Laon.
Qui fondò numerose parrocchie nella diocesi di Laon ed un convento,  intorno al quale si sviluppò il comune di Saint-Algis.
Si suppone che Adalgisio  fosse fratello di San Vasnulfo (o Vasnolfo) di Condé, monaco belga di origine scozzese.

## Culto
Verso il 970 l'abate irlandese Forannan fece traslare le reliquie del santo nella chiesa del monastero di Saint-Michel-en-Thiérache.
Sia la Chiesa cattolica che quella ortodossa ne celebrano la memoria il 2 giugno.